# 丸丹おかむら
丸丹おかむら（まるたんおかむら）は、かつて北海道夕張市本町2丁目28番地（当時。その後、町名地番変更実施により、「北海道夕張市本町2丁目19」に変更。）に存在していた日本の百貨店である。「おかむらデパート」という愛称でも呼ばれていた。
キャッチフレーズは「優れた商品、買い良い店」。

## 歴史・概要
島根県出身の（初代）岡村亀吉が、1894年（明治27年）に、木綿製品の専門店「岡村呉服店」として創業したのが始まりである。
炭鉱の各地区に世話人をおいて出張販売を手掛けて売上を伸ばし、室蘭市千歳町にも支店を出した。
（2代目）岡村亀吉が経営を引き継いでから百貨店開業までの35年間で3度の火災に見舞われ、1948年（昭和24年）5月30日の夕張市本町大火の後の1950年（昭和25年）11月28日に「岡村呉服店株式会社」として法人化した。
1956年（昭和31年）4月に「株式会社 丸丹おかむら」に商号を変更した。
1957年（昭和32年）9月には3階建て約620坪に店舗を増改築し、同年11月に「丸丹おかむら」として「百貨店法」に基づく百貨店となった。
日本百貨店協会に加盟する空知地方で唯一つの百貨店として営業し、1965年（昭和40年）には売場面積2,436m2で売上高6.0億円を上げるまでに成長した。
当店の立地した夕張市は、基幹産業であった石炭産業の最盛期には24の炭鉱が採掘を行い、1960年（昭和35年）には人口約11万人を抱えていた。
しかし、石炭産業の斜陽化で閉山などが相次いで人口が全盛期の半分以下の5万人割れまで減少するほど急速な過疎化が生じ、1980年（昭和55年）には41,715人となった
そのため、当店は1980年（昭和55年）1月に閉店し、百貨店としての歴史に終止符を打った。
本店跡地は夕張振興公社へ売却され、同地には1986年（昭和61年）にゆうばりホテルシューパロが開業した。
法人としての株式会社丸丹おかむらはその後も存続し、夕張市立病院（旧夕張炭鉱病院、現夕張医療センター）の食堂部門を受託経営していたが、外来・入院患者の減少で閉店。法人も解散された。

## 沿革

### 前史
- 1894年（明治27年） - 岡村呉服店創業[8]（個人経営）
- 1950年（昭和25年）11月28日 - 「岡村呉服店株式会社」として法人化[11]。

### 本史
- 1956年（昭和31年）4月 - 「株式会社 丸丹おかむら」に商号を変更[11]。
- 1957年（昭和32年）
  - 9月 - 店舗建物を3階建て約620坪に増改築[3]。
  - 11月 - 「丸丹おかむら」として「百貨店法」に基づく百貨店となる[3]。
- 1960年（昭和35年） - 包装紙デザインについて、「活気に満ちた心」「石炭のシンボライズ化」を込めた三角柄と、「信用」「厳選された商品を包み込むのに相応しい安らぎ」を与える藤色基調の組み合わせを採用。[要出典]
- 1979年（昭和54年）10月 - 経営転換を図り、百貨店業から撤退[17]。
- 1980年（昭和55年）1月 - 閉店[4]。

### 後史

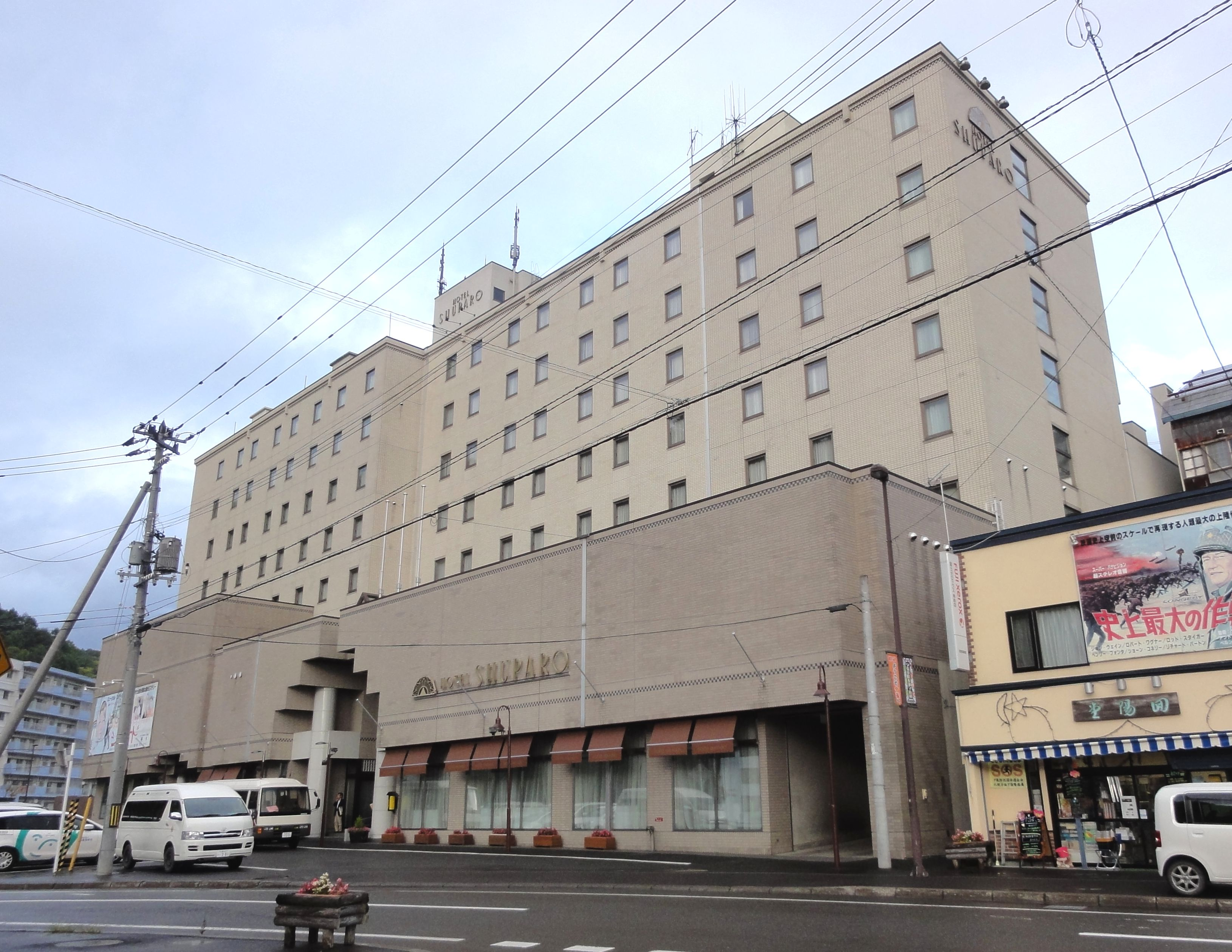
旧「丸丹おかむら」跡地に建つ「ゆうばりホテルシューパロ」

- 1986年（昭和61年） - 跡地にゆうばりホテルシューパロが開業[16]。
- 1989年（平成元年）12月3日 - 解散[要出典]

## 主なフロア構成
| 階 | フロア概要 |
| -- | --- |
| 5F | 食堂「丹頂グリル」、事務所 |
| 4F | 家具、梅ヶ枝通り側玄関 |
| 3F | 婦人服、和服、ギャラリー、喫茶「人々」 |
| 2F | 紳士服、レコード店、ゲームセンター（見取り図解説画像HP）、屋外展望バルコニー（本町商店街通り沿い。開店から3年後の1960年頃には（「栄える市民」という文字プレートも掲げられていた）防護柵が撤去されて、ただの庇屋根に改築。更に9年後の1969年頃には庇屋根も撤去されている） |
| 1F | 食品、靴、鞄、雑貨、日本旅行会、本町商店街通り側玄関 |

## 主催された催し物・イベント
- 全道川柳作家色紙短冊展[18]
- 世界の爬虫類展[要出典]

## その他
- シンボルマークでは「○丹」と表記されていた。
- 2階から上の外壁は、ガラス窓で覆われていた。
- 各階フロアへの往来手段はエスカレーター（3階まで）と階段のみ。当時、夕張市内でエスカレーター設備が設置されていたのは、当百貨店が唯一であった。
- 4階を含む全ての階が往来可能な従業員専用エレベーターが別途設けられていた。
- 当時の夕張市中心部メインストリートであった「本町商店街通り（丸丹おかむら閉店後の愛称「ゆうばりキネマ街道」）」と（映画館が集中していた）「梅ヶ枝通り（愛称「梅ヶ枝横丁」）」に挟まれた斜面地建築物であり、梅ヶ枝通り沿い側の出入り口は4階フロアに設けられた。
  - 跡地に新築されたゆうばりホテルシューパロも斜面地建築物であり、上の階に梅ヶ枝通り沿い側の出入り口が設けられている。

## 周辺
- 夕張市民生協COOPせいきょうマーケット中央店 - 「中央ストア」という愛称でも親しまれていた3階建て商業施設。丸丹おかむらには無かった屋上遊園地を備えていた。一階は直営の食品スーパー、二階は開店当初は東映系列の映画館が入居し、同映画館閉館後はカメラ店や喫茶店その他テナントが入居。解説HP（画像あり）

## 丸丹おかむらを扱った作品

### 書籍
- 解説書「昭和ノスタルジック百貨店」（オフィス三銃士、ミリオン出版）ISBN 978-4-813-02153-7 - 日本全国にかつてあった百貨店を店舗別に写真付きで解説。丸丹おかむらの解説には2頁分、充てられている。
- 写真集「夕張-あの頃の炭都」（安藤文雄、河出書房新社） ISBN 978-4-309-26965-8 - 丸丹おかむら百貨店の写真が数枚、掲載されている。